# Lükő Zsolt
Lükő Zsolt (Oroszlány, 1977. február 24. – Óballa közelében, 2008. január 31.) fedélzeti technikus, posztumusz hadnagy.

## Élete
Orosházán érettségizett, majd 1997-ben végezte el a MH Szolnoki Katonai Középiskola és Kollégiumot, ahol légijármű-szerelő, illetve fedélzeti fegyverberendezés-szerelő tanulmányokat folytatott. 1997 júliusától – hivatásos katonaként – az MH 87. Bakony Harci Helikopter Ezrednél szolgált mechanikusként, később fedélzeti mechanikusként. Szakmai pályafutását, átszervezés következtében, a MH 86. Szolnok Helikopter Ezrednél folytatta. Utolsó beosztásában – a MH 86. Szolnok Helikopterbázison 2007 júliusától – az 1-8. szállító-kutató-mentő helikopterraj rajtechnikusaként dolgozott, főtörzsőrmesteri rendfokozattal. 2005-ben kapta meg a Szolgálati Érdemrend bronz fokozatát, 2006-ban pedig az ezüstöt. Feladat végrehajtás közben vesztette életét 2008 januárjában, mikor a MH 86. Szolnok Helikopterbázis állományába tartozó Mi–8T típusú közepes szállító helikopter – Törökszentmiklóstól nyolc kilométerre – lezuhant, miközben – egy gyakorlótéren – leszállási feladatot hajtott végre. Február 12-én, katonai tiszteletadás mellett helyezték végső nyugalomra a Komárom-Esztergom megyei Ácsteszéren.

## Lásd
- Repülőesemények és katasztrófák a magyar repülőcsapatoknál (1948-tól)